# Odieta
Odieta és un municipi de Navarra, a la comarca d'Ultzamaldea, dins la merindad de Pamplona. Està format per les entitats de:
| Entitat de Població | Pob. (2006) |
| ------------------- | ----------- |
| Anotzibar           | 29          |
| Ziaurritz           | 59          |
| Gaskue              | 33          |
| Gelbentzu           | 25          |
| Gendulain           | 19          |
| Latasa              | 30          |
| Ostitz              | 108         |
| Erripa              | 38          |

## Demografia
| Evolució demogràfica                              | Evolució demogràfica | Evolució demogràfica | Evolució demogràfica | Evolució demogràfica | Evolució demogràfica | Evolució demogràfica | Evolució demogràfica | Evolució demogràfica | Evolució demogràfica | Evolució demogràfica |
| 1996                                              | 1998                 | 1999                 | 2000                 | 2001                 | 2002                 | 2003                 | 2004                 | 2005                 | 2006                 | 2007                 |
| ------------------------------------------------- | -------------------- | -------------------- | -------------------- | -------------------- | -------------------- | -------------------- | -------------------- | -------------------- | -------------------- | -------------------- |
| 329                                               | 334                  | 327                  | 318                  | 318                  | 317                  | 333                  | 333                  | 336                  | 341                  | 339                  |
| Fonts: Odieta i Institut d'Estadística de Navarra |                      |                      |                      |                      |                      |                      |                      |                      |                      |                      |

## Personatges il·lustres
- Jerónimo de Ayanz y Beaumont